# دهه ۳۴۰ (میلادی)

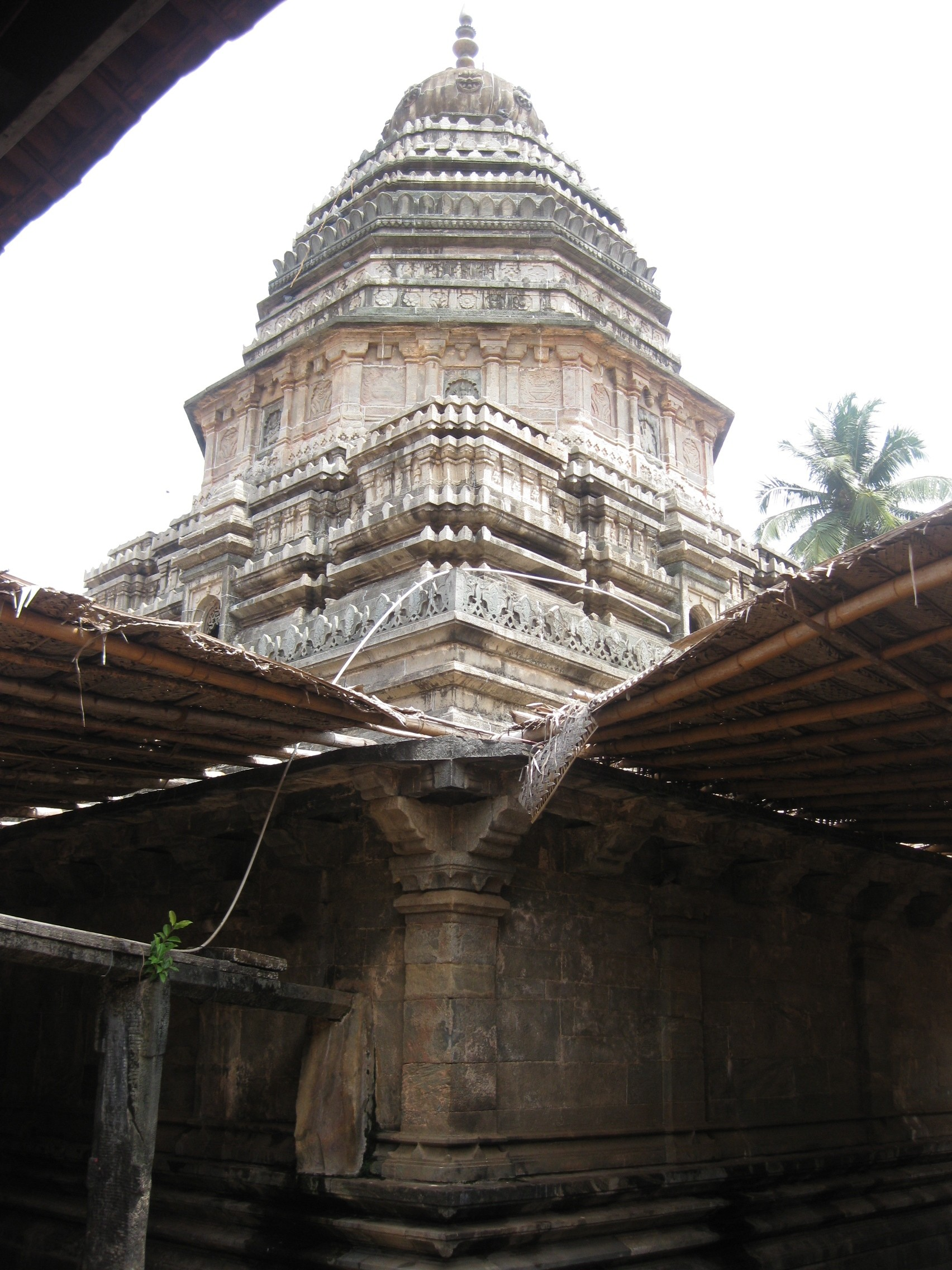
سازه ای از آن دهه

دهه ۳۴۰ (میلادی) دهه سی و چهارم تقویم میلادی است.

## درگذشتگان
‎